# Saint-Jean-devant-Possesse
Saint-Jean-devant-Possesse è un comune francese di 47 abitanti situato nel dipartimento della Marna nella regione del Grand Est.

## Società

### Evoluzione demografica
Abitanti censiti